# Illes Sjuøyane
Les Illes Sjuøyane (Sjuøyane en noruec vol dir Set Illes) són un grup d'illes deshabitades pertanyents a Noruega que es troben a la part septentrional de l'arxipèlag de Svalbard al nord del continent, a uns 20 km al nord de Nordaustlandet, la segona illa més gran de les Svalbard.
Les illes són la massa terrestre més septentrional accessible per mitjans normals, a 1024,3 quilòmetres al sud del pol Nord.
Està format per tres illes principals, Phippsøya, Martensøya i Parryøya, així com cinc illots i roques que són Nelsonøya, Waldenøya, Tavleøya, Vesle Tavleøya i Rossøya.
Les Sjuøyane i les seves aigües circumdants estan incloses a la Reserva Natural de Nordaust-Svalbard des de l'1 de gener de 1973.

## Història
Les Sjuøyane apareixen per primera vegada en un mapa de l'holandès Hendrick Doncker (1663). Pieter Goos (1666) i altres cartògrafs van seguir-lo aviat. Cornelis Giles i Outger Rep (c. 1710) van ser els primers a posar les illes en la seva posició correcta. És possible que les illes s'haguessin albirat ja el 1618, ja que es diu que un balener d'Enkhuizen va veure les illes aquell any. Com que cartògrafs sovint anaven alguns anys endarrerits dels descobriments reals, aquesta afirmació podria ser certa, tot i que no hi ha proves.